# Drosophila mellea
Drosophila mellea este o specie de muște din genul Drosophila, familia Drosophilidae, descrisă de Becker în anul 1919.
Este endemică în Bolivia. Conform Catalogue of Life specia Drosophila mellea nu are subspecii cunoscute.